# Río Iñaque
El río Iñaque es un curso natural de agua que nace en la comuna de Panguipulli y atraviesa las comunas de Los Lagos y Máfil en la Región de los Ríos, Chile.

## Trayecto
El Río Iñaque nace en el sector de los valles de la comuna de Panguipulli al suroeste de esa ciudad. En su primer tramo en dirección al oeste, corre paralelo a la ruta T-189 y recibe las aguas del estero Nalalguaco y el estero Las Quilas, a partir de este punto se desvía al suroeste y cerca del caserío de Santa Carla su curso retoma nuevamente en dirección oeste, sirviendo además como frontera norte a la comuna de Los Lagos. En su curso medio recibe las aguas del río Pillecozcoz desde el norte cerca del caserío mapuche Quitadañir, cerca del sector de Pumillahue junto a unas lagunas el río Iñaque comienza a perder velocidad y forma meandros. En este punto se encuentra con la ruta T-347  y a partir de la localidad de Rivadavia se desplaza en dirección suroeste, luego retorna en dirección noroeste hasta alcanzar la ciudad de Máfil, pocos kilómetros al oeste se une al estero Curileufu para formar el río Pichoy.

## Caudal y régimen
La subcuenca del río Cruces y sus afluentes tiene un marcado régimen pluvial, ya que sus crecidas ocurren durante el período de lluvias invernales, y los menores escurrimientos durante el período estival. En años lluviosos los mayores caudales ocurren entre junio y agosto, resultado las lluvias de invierno. En años normales y secos no cambia la secuencia de carácter pluvial, con los mayores entre julio y septiembre. El período de menores caudales se observa en el trimestre dado por los meses entre enero y marzo.: 51 

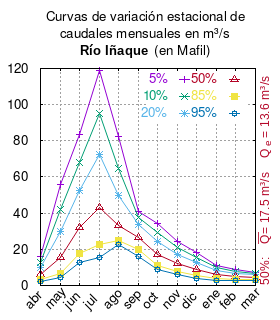
Curvas de variación estacional del río Iñaque en Mafil.

El caudal del río (en un lugar fijo) varía en el tiempo, por lo que existen varias formas de representarlo. Una de ellas son las curvas de variación estacional que, tras largos periodos de mediciones, predicen estadísticamente el caudal mínimo que lleva el río con una probabilidad dada, llamada probabilidad de excedencia. La curva de color rojo ocre (con {\displaystyle {\color {Red}\vartriangle }}) muestra los caudales mensuales con probabilidad de excedencia de un 50%. Esto quiere decir que ese mes se han medido igual cantidad de caudales mayores que caudales menores a esa cantidad. Eso es la mediana (estadística), que se denota Qe, de la serie de caudales de ese mes. La media (estadística) es el promedio matemático de los caudales de ese mes y se denota {\displaystyle {\overline {Q}}}. 
Una vez calculados para cada mes, ambos valores son calculados para todo el año y pueden ser leídos en la columna vertical al lado derecho del diagrama. El significado de la probabilidad de excedencia del 5% es que, estadísticamente, el caudal es mayor solo una vez cada 20 años, el de 10% una vez cada 10 años, el de 20% una vez cada 5 años, el de 85% quince veces cada 16 años y la de 95% diecisiete veces cada 18 años. Dicho de otra forma, el 5% es el caudal de años extremadamente lluviosos, el 95% es el caudal de años extremadamente secos. De la estación de las crecidas puede deducirse si el caudal depende de las lluvias (mayo-julio) o del derretimiento de las nieves (septiembre-enero).

## Historia
Luis Risopatrón lo describe en su Diccionario Jeográfico de Chile de 1924:
Iñaque (Río) 39° 37' 72° 39'. Nace en alturas que se levantan hácia el W del lago de Panguipulli, corre hácia el W, profundo i de aguas pandas en su parte superior i se hace correntoso, con rápidos, multitud de palos hincados en el fondo, bruscos serpenteos i algunas rocas a flor de agua en su parte inferior, hasta llegar a Putabla, donde lleva el nombre de rio Pichoi; botes medianos pueden remontar el rio hasta el vado de Iñaque, donde las mareas del Océano hinchan sus aguas 35 centímetros. 1, V, p. 151; 61, XXXI, p. 191; 62, I, p. 70; i 156.

## Población, economía y ecología

Diagrama unifilar de la cuenca del río Valdivia.